# Бек-Кале
Бек-Кале (чечен. Бек-кхелли) — село в Итум-Калинском районе Чеченской Республики. Входит в Кокадойское сельское поселение.

## География
Село расположено недалеко от берега реки Аргун. Ближайшие населённые пункты: на северо-востоке — Конжухой, на северо-западе — райцентр Итум-Кали и Кокадой.

## История
Основателями крепости являются чантийцы. Здесь находятся две боевые башни и стена, защищающая эти башни.

### Советский период
В 1944 году коренное население ЧИ АССР было выселено. После восстановления ЧИ АССР чеченцам было запрещено возвращаться в свои исконные районы: Галанчожский, Шатойский и Итум-Калинский.